# Chiesa del Santissimo Salvatore (Milazzo)

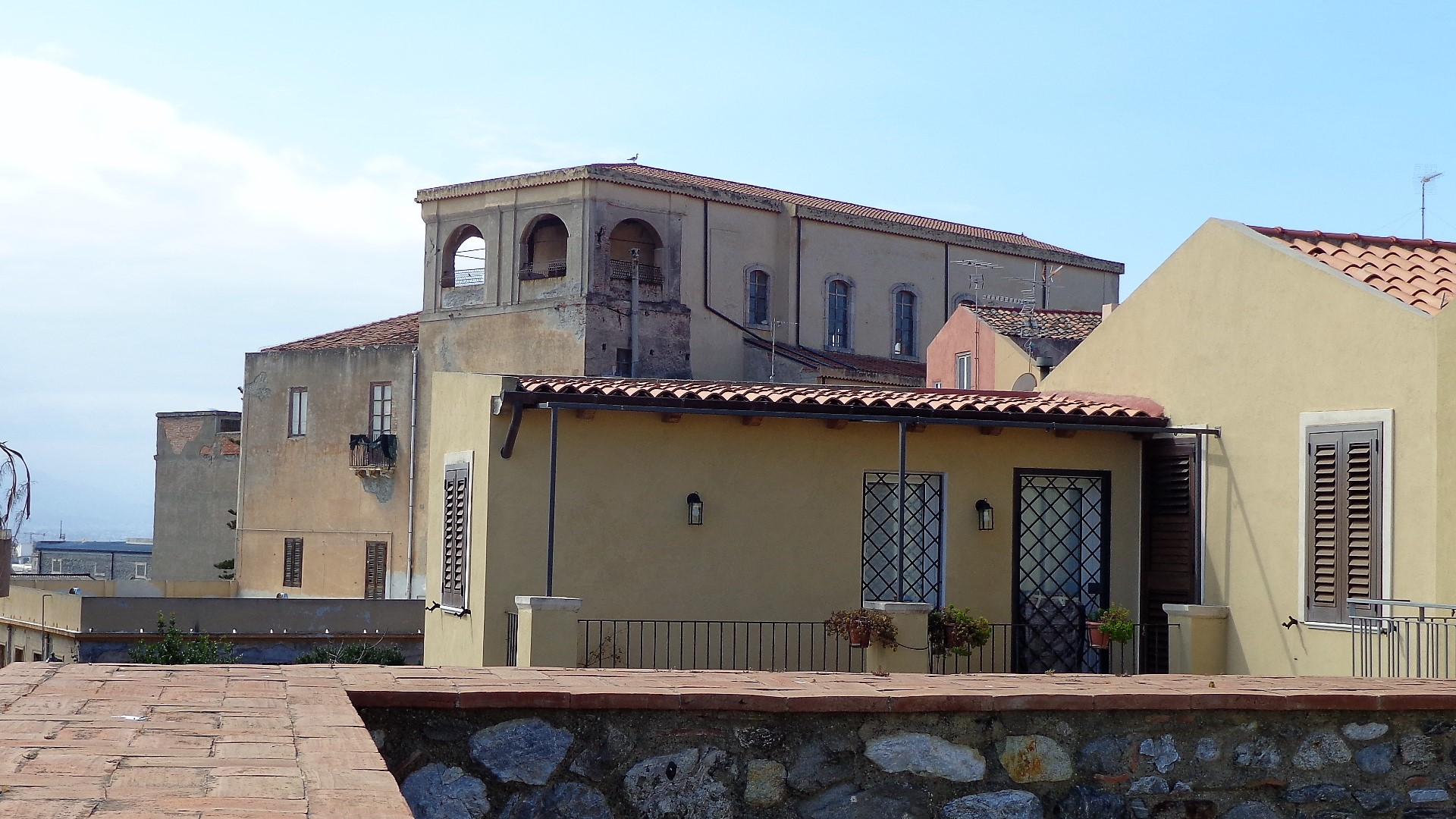
Esterno.

La chiesa del Santissimo Salvatore con l'annesso primitivo monastero dell'Ordine benedettino sono ubicati nel borgo antico, l'insieme dei manufatti uno dei complessi monumentali della città di Milazzo. Appartenente all'arcidiocesi di Messina-Lipari-Santa Lucia del Mela, vicariato di Milazzo sotto il patrocinio di San Francesco di Paola, arcipretura di Milazzo.

## Storia

### Epoca aragonese
Sulla stessa area ove sorge l'attuale luogo di culto è documentata la chiesa di San Sebastiano del 1348.

### Epoca spagnola

#### Prima chiesa del Santissimo Salvatore
Primitivo luogo di culto demolito per la costruzione della Porta di Santa Maria o delle tre porte o ferrata varco d'accesso alla galleria della Cinta Spagnola.

#### Seconda chiesa del Santissimo Salvatore
Ricostruzione di luogo di culto e monastero dell'Ordine benedettino ubicato a settentrione della Città Murata lungo il leggero declivio poco distante la Cinta Aragonese. Istituzione edificata nel 1616.

#### Terza chiesa del Santissimo Salvatore
Al 1622 risale la piccola chiesa di Santa Caterina d'Alessandria costruita sulle rovine della chiesa di San Sebastiano.
Soltanto nel 1718, causa eventi derivanti dalle battaglie della quadruplice Alleanza, le religiose dal primitivo monastero furono trasferite nel sito attuale. Lo storico Paiggia documenta la migrazione delle monache dalla Badia all'Ospizio di Santa Caterina dei Carmelitani.
Quest'ultima sede fu rimodernata nella facciata nel 1755. Per la morte, avvenuta nel 1768 nel monastero benedettino adiacente, l'edificio è stato in più occasioni attribuito all'architetto Giovan Battista Vaccarini. L'appartenenza del progetto a tale architetto è stata rimessa in discussione.

### Epoca contemporanea
Dopo l'Unità d'Italia con l'emanazione delle leggi eversive, il monastero è soppresso, la chiesa e i beni confiscati rientrano nelle disponibilità del comune.
Nel 1922 il comune donò le strutture all'Orfanotrofio adiacente. Lo stabile è stato adibito nel 1923 a sede dell'orfanotrofio Casa delle Fanciulle «Regina Margherita».
Nel 1959 un crollo coinvolse parte della volta della chiesa, provocando seri danni agli arredi artistici e liturgici.
Dal 2006 la chiesa, come alta espressione del patrimonio artistico cittadino, entra a far parte del Fondo Edifici di Culto.

## Facciata
La slanciata facciata è raccordata al piano stradale con un breve scalinata circolare in pietra. Costituisce unico ingresso un portale delimitato da lesene ricco d'ornamenti, intagli e sculture. Il ricco architrave è sormontato da timpano a volute con riccioli e foglie d'acanto. Stemma coronato intermedio recante bassorilievo espressione rococò. Una piccola nicchia ospita una statuetta raffigurante San Benedetto.
Ai lati due oculi ovali dalle ricche cornici. Chiude la prospettiva un grande finestrone dal ricco timpano, un oculo cieco e croce apicale.

## Interno
Impianto a navata unica con abside semicircolare, la grande aula è caratterizzata da grandioso cornicione dalla ricca modanatura e ricco apparato decorativo in stucco con motivi vegetali e puttini dal carattere rococò, articolato sulle vele, vele cieche, lunette, e pareti con grandi finestre, opera del milazzese Giuseppe Facciolà realizzata nella metà del XVIII secolo. L'apparato pittorico contempla affreschi di Scipione Manni eseguiti nel 1755 che rappresentano: la Maddalena che lava i piedi a Gesù e Giuditta ed Oloferne, sono andati perduti nel maggio del 1954 due grandi brani di pittura murale, raffiguranti l'Assunzione della Madonna e Rachele.
Ricostruzione:

### Navata destra
- Prima arcata: (?) Altare di Santa Scolastica. Dipinto raffigurante Santa Scolastica.
- Seconda arcata: (?) Altare dei Magi. Dipinto raffigurante l'Adorazione dei Magi.
  - Pulpito ligneo, sospeso su pilastro.

### Navata sinistra
- Prima arcata: (?) Altare di San Benedetto. Dipinto raffigurante l'Estasi di San Benedetto.
- Seconda arcata: (?) Altare del Battesimo del Gesù. Dipinto raffigurante il Battesimo di Gesù.

### Presbiterio
Affresco volta presbiterio Giuditta e Oloferne. Affresco calotta absidale Maddalena che lava i piedi a Gesù, entrambi opere di Scipio Manni. Sull'altare maggiore addossato al catino absidale è documentato il quadro raffigurante la Trasfigurazione di Cristo di autore di ignoto del secolo XVIII secolo. Il primitivo altare ligneo non è più esistente.
Due dipinti su tela raffiguranti l'Adorazione dei Magi e Madonna pastorella, dopo essere stati sottoposti ad adeguati restauri, sono stati concessi in custodia permanente dal 1997 al duomo di Santo Stefano Protomartire per motivi di sicurezza. Le tele mistilinee raffiguranti la Fuga in Egitto e la Beata Vergine Maria raffigurata con San Michele Arcangelo, sono documentate presso l'ufficio comunale.

## Monastero
Le parti superstiti delle strutture del monastero presentano caratteri più rustici.

## Campanile
Un corpo laterale reggeva il campanile a vela, ora demolito. Sul fianco settentrionale si apre una porta architravata settecentesca, adiacente a un corpo aggiunto coevo.

## Chiesa di San Sebastiano
- 1348. La chiesa è edificata per voto di peste.[1]

## Chiesa di Santa Caterina d'Alessandria
- 1622, Costruita sulle rovine della chiesa di San Sebastiano.[4] Presso l'Ospizio carmelitano è documentata la migrazione delle monache dell'Abbadia nel 1718.[5]

## Primitiva badia benedettina
Chiesa del Salvatore e monastero delle Benedettine (1616 - 1637, Badia benedettina).

Nel 1728, il personale è trasferito nelle nuove strutture del Borgo Antico fuori le Mura Spagnole.
L'intera costruzione è ristrutturata, perfezionata e adeguata a nuove funzioni. I locali destinati inizialmente ad Ospedale del Presidio Militare, in seguito a magazzini, a sede della Guardia di Finanza. Dopo tale utilizzo l'edificio è abbandonato al degrado e alle devastazioni.
Oggi la costruzione è completamente recuperata e fruibile. Il complesso è spesso confuso col Palazzo de' Giurati, che alcune fonti (Napoli e Perdichizzi, Planimetria dell'Archivio di Stato di Napoli), documentano fronteggiasse la Chiesa Madre, ad oggi non risultano essere rilevate tracce di ulteriori opere o strutture murarie che attestino la presenza di palazzetti nobiliari nelle adiacenze del monastero tantomeno altrove.